# Ñuble (região)
| XVI Región de Ñuble                                        |                                       |
|                                                            |                                       |
| Brasão                                                     | Bandeira                              |
| Localização no Chile                                       |                                       |
| Localização da Ñuble (região)                              |                                       |
| Dados                                                      |                                       |
| Capital • População • Coordenadas                          | Chillán 184 739 36°36′00″S 72°07′00″O |
| Intendente • Províncias                                    | Martín Arrau Itata Punilla Diguillín  |
| Superfície • Total • % nacional • % agua Fronteiras Costas | 16º posição 13 178.5 km² n/d          |
| População • Total • Densidade                              | 10º posição 480 609 33,5 hab./km²     |
| PIB (PPC) • Total • PIB per capita                         | n/d                                   |
| Congressistas • Senado • Câmara dos Dep.                   | 2 senadores 5 deputados               |
| Códigos telefônicos                                        | n/d                                   |
| Código ISO                                                 |                                       |
|                                                            |                                       |

Ñuble é uma das dezesseis regiões do Chile. Sua capital é a cidade de Chillán.
A Região de Ñuble é banhada a oeste pelo Oceano Pacífico e faz divisa a leste com a Argentina, ao norte com a Região de Maule e ao sul com a Região de Bío-Bío.

## História
Em 20 de agosto, 2015, presidente Michelle Bachelet assinou a lei que tornou-se a província de Ñuble em Ñuble Região. Seu processo legislativo começou no dia 1 de setembro de 2015, enquanto que a 10 de janeiro de 2017, o projeto foi aprovado na primeira etapa no Senado com 28 votos a favor e 2 contra. 14 da lei aprovada sua transformação na Câmara dos Deputados, onde foi aprovado e lançado em 5 de julho do mesmo ano. Em 12 de julho de 2017 este projeto foi aprovado pela Câmara dos Senadores, com 26 votos a favor e apenas 2 contra.
Em 2017, após a aprovação pelo Congresso Nacional, o deputado Marcelo Chávez envia este projecto para o Tribunal Constitucional do Chile considerar três itens como inconstitucional: proporcionalidade em relação ao número de senadores na região, conselheiros regionais são eleitos para a região de Biobío eles se mudariam para a nova região e a falta de consulta aos povos indígenas Na defesa do projeto, o senador Felipe Harboe se apresentou. O tribunal aprovou a criação de um Ñuble Região 02 de agosto de 2017 e 19 de Agosto do mesmo ano, a lei é assinado pela presidente Michelle Bachelet na Casa do Desporto de Chillán. Em setembro de 2017, a lei é publicada no Diário Oficial, alertando que a nova região não será válida até 6 de setembro de 2018.

## Divisão político-administrativa da Região de Ñuble
A Região de Ñuble, para efeitos de governo e administração interior, se divide em 3 províncias:
| Divisão político-administrativa da Região de Ñuble | Divisão político-administrativa da Região de Ñuble |                 |
| --- | -------------------------------------------------- | --------------- |
| \| Província \| Capital \| Comuna \| \| --------- \| ---------- \| --------------- \| \| Itata \| Quirihue \| 1 Cobquecura \| \| Itata \| Quirihue \| 2 Coelemu \| \| Itata \| Quirihue \| 3 Ninhue \| \| Itata \| Quirihue \| 4 Portezuelo \| \| Itata \| Quirihue \| 5 Quirihue \| \| Itata \| Quirihue \| 6 Ránquil \| \| Itata \| Quirihue \| 7 Treguaco \| \| Diguillín \| Bulnes \| 8 Bulnes \| \| Diguillín \| Bulnes \| 9 Chillán Viejo \| \| Diguillín \| Bulnes \| 10 Chillán \| \| Diguillín \| Bulnes \| 11 El Carmen \| \| Diguillín \| Bulnes \| 12 Pemuco \| \| Diguillín \| Bulnes \| 13 Pinto \| \| Diguillín \| Bulnes \| 14 Quillón \| \| Diguillín \| Bulnes \| 15 San Ignacio \| \| Diguillín \| Bulnes \| 16 Yungay \| \| Punilla \| San Carlos \| 17 Coihueco \| \| Punilla \| San Carlos \| 18 Ñiquén \| \| Punilla \| San Carlos \| 19 San Carlos \| \| Punilla \| San Carlos \| 20 San Fabián \| \| Punilla \| San Carlos \| 21 San Nicolás \| |                                                    |                 |
| Província | Capital                                            | Comuna          |
| Itata | Quirihue                                           | 1 Cobquecura    |
| Itata | Quirihue                                           | 2 Coelemu       |
| Itata | Quirihue                                           | 3 Ninhue        |
| Itata | Quirihue                                           | 4 Portezuelo    |
| Itata | Quirihue                                           | 5 Quirihue      |
| Itata | Quirihue                                           | 6 Ránquil       |
| Itata | Quirihue                                           | 7 Treguaco      |
| Diguillín | Bulnes                                             | 8 Bulnes        |
| Diguillín | Bulnes                                             | 9 Chillán Viejo |
| Diguillín | Bulnes                                             | 10 Chillán      |
| Diguillín | Bulnes                                             | 11 El Carmen    |
| Diguillín | Bulnes                                             | 12 Pemuco       |
| Diguillín | Bulnes                                             | 13 Pinto        |
| Diguillín | Bulnes                                             | 14 Quillón      |
| Diguillín | Bulnes                                             | 15 San Ignacio  |
| Diguillín | Bulnes                                             | 16 Yungay       |
| Punilla | San Carlos                                         | 17 Coihueco     |
| Punilla | San Carlos                                         | 18 Ñiquén       |
| Punilla | San Carlos                                         | 19 San Carlos   |
| Punilla | San Carlos                                         | 20 San Fabián   |
| Punilla | San Carlos                                         | 21 San Nicolás  |